# Nederlandse Vereniging van Producenten en Importeurs van beeld- en geluidsdragers
La Nederlandse Vereniging van Producenten en Importeurs van beeld- en geluidsdragers (NVPI, en français : Association néerlandaise des producteurs et importateurs de supports d'image et de son) est une association qui défend les intérêts de l'industrie du disque aux Pays-Bas.